# 3203 Huth
3203 Huth è un asteroide della fascia principale. Scoperto nel 1938, presenta un'orbita caratterizzata da un semiasse maggiore pari a 2,3225586 UA e da un'eccentricità di 0,2628354, inclinata di 6,67203° rispetto all'eclittica.